# Войнилович, Антон Адамович
Анто́н Ада́мович Войнило́вич (пол. Antoni Woyniłłowicz, бел. Антон Адамавіч Вайніловіч; 1773, Новогрудское воеводство — 12 октября 1855, Тимковичи, Минская губерния) — слуцкий поветовый маршалок (1811—1818).

## Происхождение
Герб «Сырокомля» принадлежал католическому мещанскому дворянскому роду Войниловичей, представители которого занимали различные земские должности в Новогрудском воеводстве Великого княжество Литовское и Слуцком уезде Минской губернии Российской империи.
Родился в семье Адама Франтишковича Войниловича (1739—1803), новогрудского подкомория (1783—1797), кавалера ордена Святого Станислава, и его жены Каролины Сулистровской. Отец Адам был сыном Франциска Криштофовича Войниловича (умер около 1745) и его жены Барбары Фелькерзамб, а мать Каролина была дочерью ошмянского войскового Кароля Михаловича Сулистровского от его жены Розалии Пац, из магнатского рода Пацев.

## Семья
Жена — Феофилия Одынец (1782—1845), принадлежавшая к католическому мещанскому дворянскому роду Одинцов, и приходившаяся племянницей генералу Моравскому, женатого на сестре князя короля Станислава Радзивилла.
Дети:
- сын — Тадеуш (1804—1878), слуцкий уездный предводитель (1845—1863);
- сын — Адам (1806—1874);
- сын — Александр;
- дочь — Анеля.

Через несколько десятилетий совместной жизни Теофилия, характер которой был несдержан и не очень добродушный, развелась с Антоном Войниловичем.

## Карьера
В 1801 году Антон Войнилович упоминается как заседатель первого отдела главного суда Минской губернии. Позднее сделал официальную карьеру в родном Слуцком уезде Минской губернии, где четырежды избирался на должность Слуцкого уездного предводителя (1811—1818).
Сохранил свой пост Слуцкого уездного предводителя, хотя после прихода французских войск в Литовско-Белорусские губернии Российской империи в 1812 году во время Отечественной войны Антон Войнилович стал членом местной администрации, созданной французскими властями — он был слуцким субпрефектом.
В последний раз Войнилович избирался на должность Слуцкого уездного предводителя на трёхлетний срок в Минске в сентябре 1817 года на дворянских выборах, но не досидел до конца своего срока в 1820 году, так как был отстранен от должности российскими властями в 1818 году.

## Особенности написания своей фамилии

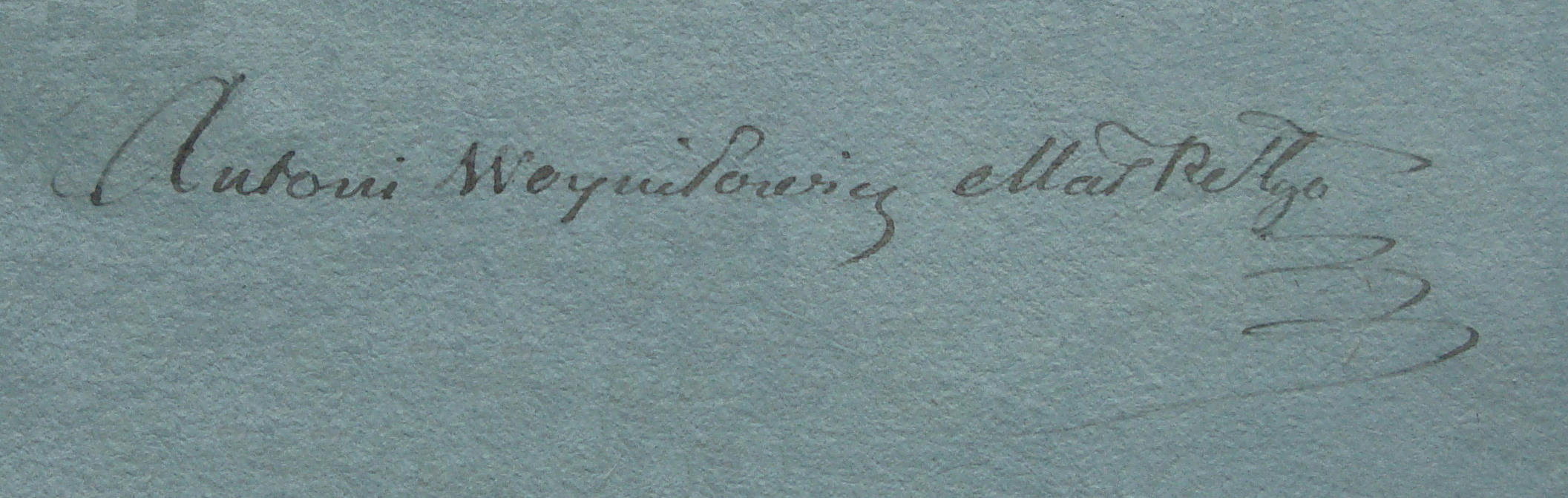
Автограф Антона Войниловича с названием должности (на польском языке): «Antoni Woyniłowicz Mar P Słgo» (г. то есть «Антони Войнилович Marszałek Powiatu Słuckiego» — «Антони Войнилович Маршал Слуцкого уезда»), 1814 г.

Фамилия панов Войниловичей традиционно переводилась как «Войнилович» в польском написании. На автографе, сделанном самим Антоном Войниловичем в 1814 году, видно, что свою фамилию маршал написал одной буквой «ł» — «Woyniłowicz». В своих воспоминаниях Эдуард Адамович Вайнилович писал, ознакомившись с семейным архивом в Савичах, что первоначально фамилия его предков писалась в документах и на вещах с одной буквой «л», а позже с двумя («Войниловичи»), что было практикуется многими семьями, например, Радзивиллами, которые сначала писались с одной «л», а позже с двумя («Радзивилл»). Эдуард Войнилович отмечал, что видел в семейном архиве документы, где слово «Woyniłłowicz» писалось на одном листе двояко — с одной и с двумя «ł».

## Поместья
Владел наследственным поместьем Кларимонт (Кларимонт, Савичи, Пузов и др.) в Слуцком уезде Минской губернии . Построил в Савичах на месте, где веками строились и обновлялись дворцы из дерева, каменный дворец с мансардами и двумя башнями. В парке около дворца построил беседки для оркестра, насыпал искусственные острова, установил голландские ветряные мельницы, сделал гроты, проложил лабиринты, как то было в Альбе или информация о начале. После развода Антона и его жены Теофилии большая часть этой сельской аркадии пришла в упадок, в том числе из-за чрезмерных трат на подобный образ жизни.
В 1814 году в его наследственном имении Савичи в Слуцком уезде было 90 душ ревизы; в 1845 году в его вотчине Кларимонт (Кларимонт, Савичи, Пузов) было 190 душ ревизы, в купленном имении Каролин (Слуцкий уезд) — 116 душ, в купленном имении Дучава (Душево) в Слуцком уезде — 20 душ.

## Последние годы жизни
В 1846 году Антон, будучи старым человеком и больным на ноги, передал управление хозяйством своим сыновьям, разделив свои земли между двумя сыновьями (Тадеуш — Кларимон, Каролина; Адам — Савичи, Пузов и Братков), решил, что будет жить у сына Адама во дворце в Савичах на доходы из мелкого поместья Дучава (Душава), которое Войнилович купил у Грицкевичей. Удалившись от управления имениями, старый Антон Вайнилович оставался главным человеком в доме, всем распоряжался и все подчинялось его распоряжениям. Он вставал поздно утром, завтрак ему подавали в 12 часов, а обед в 17 часов, потому что к такому распорядку он привык, живя в Слуцке во время службы маршалом. И если он опаздывал, то леска, без которой не мог уже ходить, придерживал стрелки часов, чтобы позднее 12.00 не садиться за стол. Имел собственного лакея, кучера, карету и четыре белогривых лошади.
В спальне к одной из стен было пристроена что-то похожее на коридорчик, отделенный поручнями, опираясь на которые, старый ежедневно спускался и поднимался по ним вместо прогулки. Кроме того целыми днями сидел в семейном архиве в соседней комнате, который был постоянно закрыт от других и в который его дети и внуки вошли только после смерти Антона Войниловича.. В комнате находилась библиотека из имения Пузов с большим количеством книг в кожаных и пергаментных переплетах, которую забрал себе старший сын Тадеуш и которая находилась в доме Тадеуша в Слуцке, когда Тадеуш служил Слуцким уездным предводителем . В доме Тадеуша в Слуцке случился пожар, и сгорела та библиотека.

## Смерть и похороны
Антон Войнилович скончался 12 октября 1855 года, в возрасте 84 лет (по воспоминаниям Эдуарда Войниловича), на бронзовой кровати, что был частью приданого Моравской, сестры «Пане Коханку», который достался Войниловичем (вместе со шкафом и другими вещами) из поместья Моравских Заушша согласно завещанию. Похоронен в костёле под большим алтарём в Тимковичах Слуцкого уезда Минской губернии . В конце 2019 года надгробие Антония, сына Адамова, было найдено на глубине 70 см во дворе возле деревенского кладбища в Тимковичах. В январе 2020 года плита была установлена на валуне родового кладбища Войниловичей в Савичах.